# Szymon Zimorowic

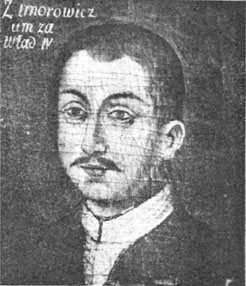
Szymon Zimorowic, obraz olejny

Szymon Zimorowic (* um 1609 in Lemberg; † 21. Juni 1629 in Krakau) war ein polnischer Dichter.
Die spärlichen Angaben über Szymon Zimorowic stammen durchweg von seinem älteren Bruder, dem Dichter Józef Bartłomiej Zimorowic. Dieser veröffentlichte fünfundzwanzig Jahre nach seinem Tod 1654 den Gedichtband Roksolanki. Als weiteres Werk seines Bruders publizierte er 1663 Sielanki nowe ruskie. Da die Gedichte dieser Sammlung jedoch verschiedentlich auf Ereignisse lange nach dessen Tod anspielen, ist davon auszugehen, dass hier Bartłomiej eigene Werke unter dem Namen seines Bruders veröffentlicht hatte. Jedenfalls begründeten beide Werke einen bedeutenden Nachruhm Szymon Zimorowics im 18. Jahrhundert. Ein weiteres Werk, das Bartłomiej unter dem Namen seines Bruders veröffentlichte, Moschus polski, z greckiego na wiersz polski przełożony (1662), ist verloren gegangen. Zimorowics Grabstein befindet sich in der Krakauer Dominikanerkirche.

## Quelle
- Wirtualna Biblioteka Literatury Polskiej - Szymon Zimorowic

| Personendaten    | Personendaten      |
| ---------------- | ------------------ |
| NAME             | Zimorowic, Szymon  |
| KURZBESCHREIBUNG | polnischer Dichter |
| GEBURTSDATUM     | um 1609            |
| GEBURTSORT       | Lemberg            |
| STERBEDATUM      | 21. Juni 1629      |
| STERBEORT        | Krakau             |